# Jackson megye (Tennessee)
Jackson megye az Amerikai Egyesült Államokban, azon belül Tennessee államban található. Megyeszékhelye és legnagyobb városa Gainesboro. Lakosainak száma 11 617 fő (2020. április 1.). Jackson megye Clay, Overton, Putnam, Smith és Macon megyékkel határos.

## Népesség
A megye népességének változása:
| Lakosok száma | 11 651 | 11 453 | 11 473 | 11 517 | 11 509 | 11 617 |
|               | 2010   | 2011   | 2012   | 2013   | 2015   | 2020   |